# Левашовский бульвар (Петрозаводск)
Левашо́вский бульва́р (карел. Levašovan kävelyskujo) — бульвар в центре города Петрозаводска, по улице Еремеева от Онежской набережной до улицы Дзержинского. Был открыт в 1900 году по инициативе олонецкого губернатора Владимира Александровича Левашова, в сентябре 1900 года по решению Петрозаводской городской думы его название в честь губернатора было официально подтверждено.

## Общие сведения
На территории бульвара произрастают 33 вида древесных растений. Основной вид деревьев — липа.
В настоящее время Министерством культуры Республики Карелии проводится экспертиза по включению бульвара в Единый государственный реестр объектов культурного наследия Российской Федерации.
В рамках реализации Федерального закона № 73-ФЗ от 25 июня 2002 года «Об объектах культурного наследия (памятниках истории и культуры) народов Российской Федерации» и на основании акта государственной историко-культурной экспертизы, подготовленного государственным экспертом по проведению государственной историко-культурной экспертизы В. В. Бондарем, Левашовский бульвар включен в Список выявленных объектов культурного наследия в Республике Карелии.
В 2013 году включен в Единый государственный реестр объектов культурного наследия народов Российской Федерации как объект культурного наследия местного значения.

## История
Ещё в XVIII в. на месте современного бульвара были сооружены оборонительные городские укрепления (вал и ров). В 1826 г. рядом прошла улица Градского Вала, впоследствии получившая наименование Широкая. Идея бульвара на месте бывших городских укреплений впервые была высказана в 1830-х годах олонецким губернским архитектором В. В. Тухтаровым.
По инициативе олонецкого губернатора В. А. Левашова летом 1899 года для устройства бульвара была организована комиссия под председательством князя Н. А. Волконского, в состав комиссии вошли: петрозаводский полицмейстер Безсалов, начальник петрозаводской тюрьмы Фёдор Яковлевич Иванов и чиновник Прушевский. Была объявлена подписка на добровольные пожертвования. Городская дума выделила 200 рублей и лес на столбы для ограды и ворот бульвара. Губернское акцизное управление пожертвовало средства на саженцы деревьев и кустов. Жертвовали также петрозаводские купцы Пикины и Румянцев Я. М., исправник Одинцов и другие жители города.
Осенью 1899 и весной 1900 года были выполнены все необходимые работы по обустройству бульвара: отсыпана песком и щебнем и укатана главная аллея, отсыпаны плодородной землёй и навозом газоны, по обе стороны аллеи прокопаны и уложены дёрном водоотводящие канавы, на газонах высажены саженцы деревьев и кустов, установлены и покрашены деревянный забор, ворота и эстрадная сцена на берегу Онежского озера, установлены чугунные скамейки, изготовленные на Александровском заводе.
Бульвар был торжественно открыт 10 июня 1900 года. В день открытия состоялся всенародный молебен, затем гуляния под музыку духового оркестра и праздничный фейерверк. В выходные дни бульвар стал традиционным местом отдыха горожан.
11 сентября 1900 года городская дума приняла постановление «об увековечении навсегда благодарной памяти в среде населения города» губернатора Левашова и присвоению бульвару имени — Левашовский.
В 1903 году на средства А. Н. Занковского на бульваре был построен небольшой фонтан и проведено газовое освещение,на приозёрном участке бульвара была установлена эстрада для танцев и веранда для духового оркестра. Фонтан просуществовал до 1905 года. Ухаживал за высаженными липами, убирал и охранял территорию бульвара сторож.
В октябре 1918 года бульвар был переименован в честь основателей Коммунистической партии Германии в Бульвар имени Карла Либкнехта и Розы Люксембург (первоначально предлагавшееся название Бульвар Отдыха было отвергнуто комиссией по переименованию).
В 1920-х годах бульвар служил местом массовых гуляний жителей города, летом примерно 2 раза в месяц гуляния проводились с 19 часов до часу ночи под духовой оркестр.
В середине XX века бульвар украшала скульптура «Лётчица».
Постановлением главы самоуправления города Петрозаводска от 7 июня 1995 года бульвару возвращено прежнее название — Левашовский.

## Здания и сооружения
С 1866 года на улице Широкой находилась, принадлежащая Фёдору Кейнонену, спичечная фабрика, на которой изготавливались фосфорно-зажигательные спички. Кроме жилых домов на улице располагались: хлебопекарня, торговая лавка, трактир и харчевня.
С 1902 года на улице размещалась будка-пост городового, снабжённая телефоном. В 1912 году на углу улиц Широкой и Садовой (ныне улица Кирова) было построено каменное здание хирургического отделения городской больницы на 65 больничных коек (впоследствии детская больница).
До конца 1920-х годов в створе бульвара около набережной (на месте, где по легенде находился холодный ключ, в котором умывалась императрица Екатерина I) находилась беседка (ротонда), являвшаяся традиционным местом отдыха горожан..
В средней части бульвара находилось строение, в котором размещались колодец для фонтана, сторожка-кладовая и одна из первых в городе общественных уборных
Беседка-ротонда была заново построена в 1996 году по проекту архитектора Н. Н. Овчинникова.
В 2006 году в верхней части бульвара был установлен «Памятный знак губернатору Левашову В. А. — основателю бульвара. 1900—2006» (авторы В. Хазов, В. Пестов и Ю. Сабанцев)

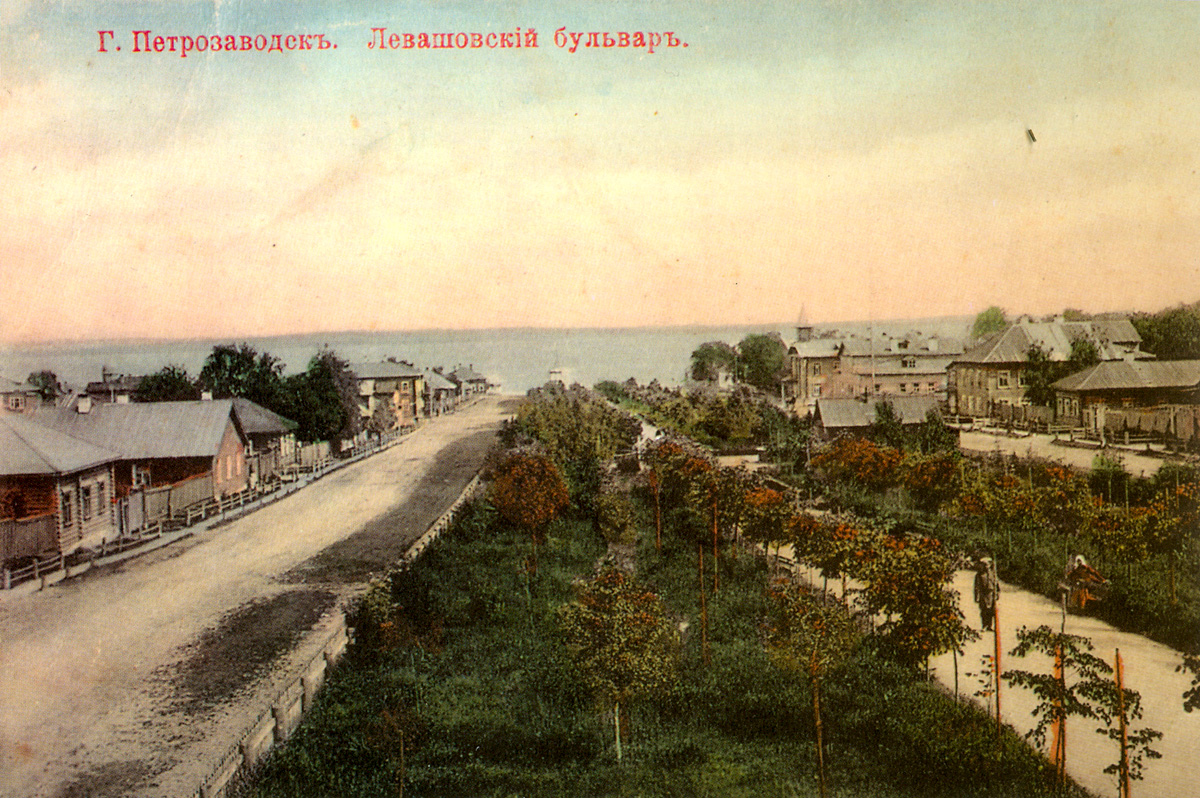
Левашовский бульвар в 1904 году
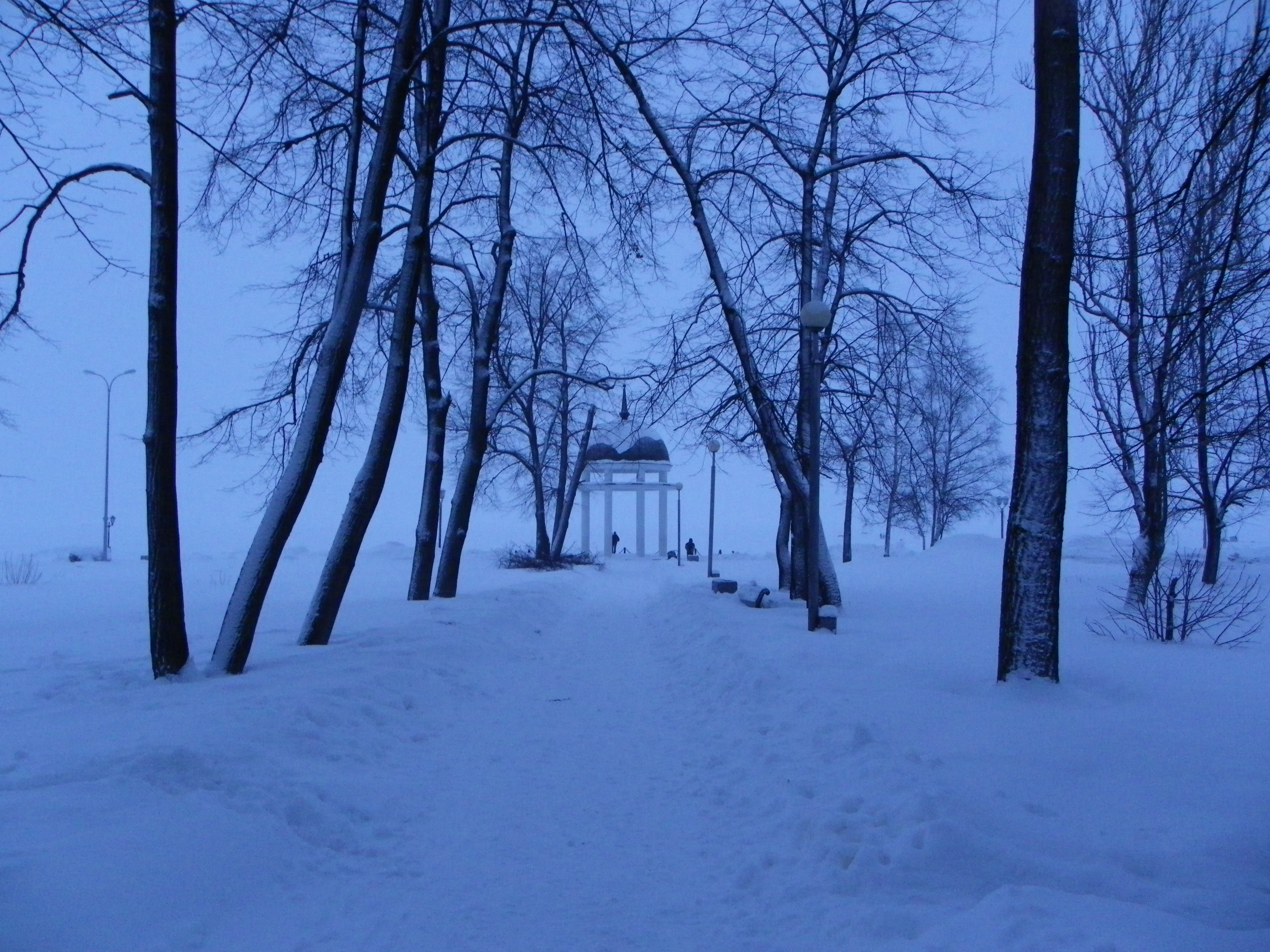
Бульвар зимой
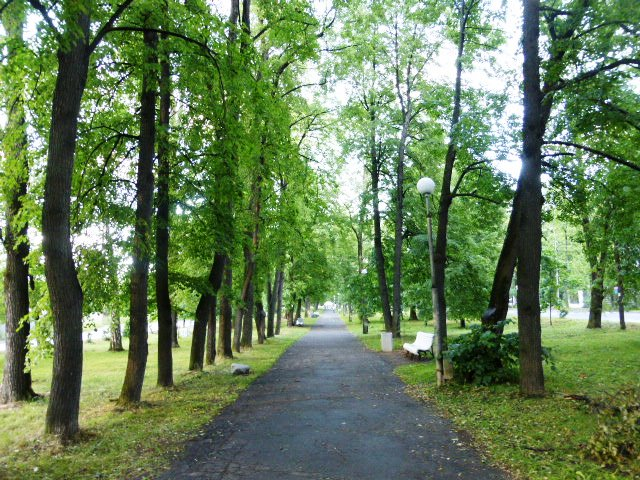
Бульвар в июле
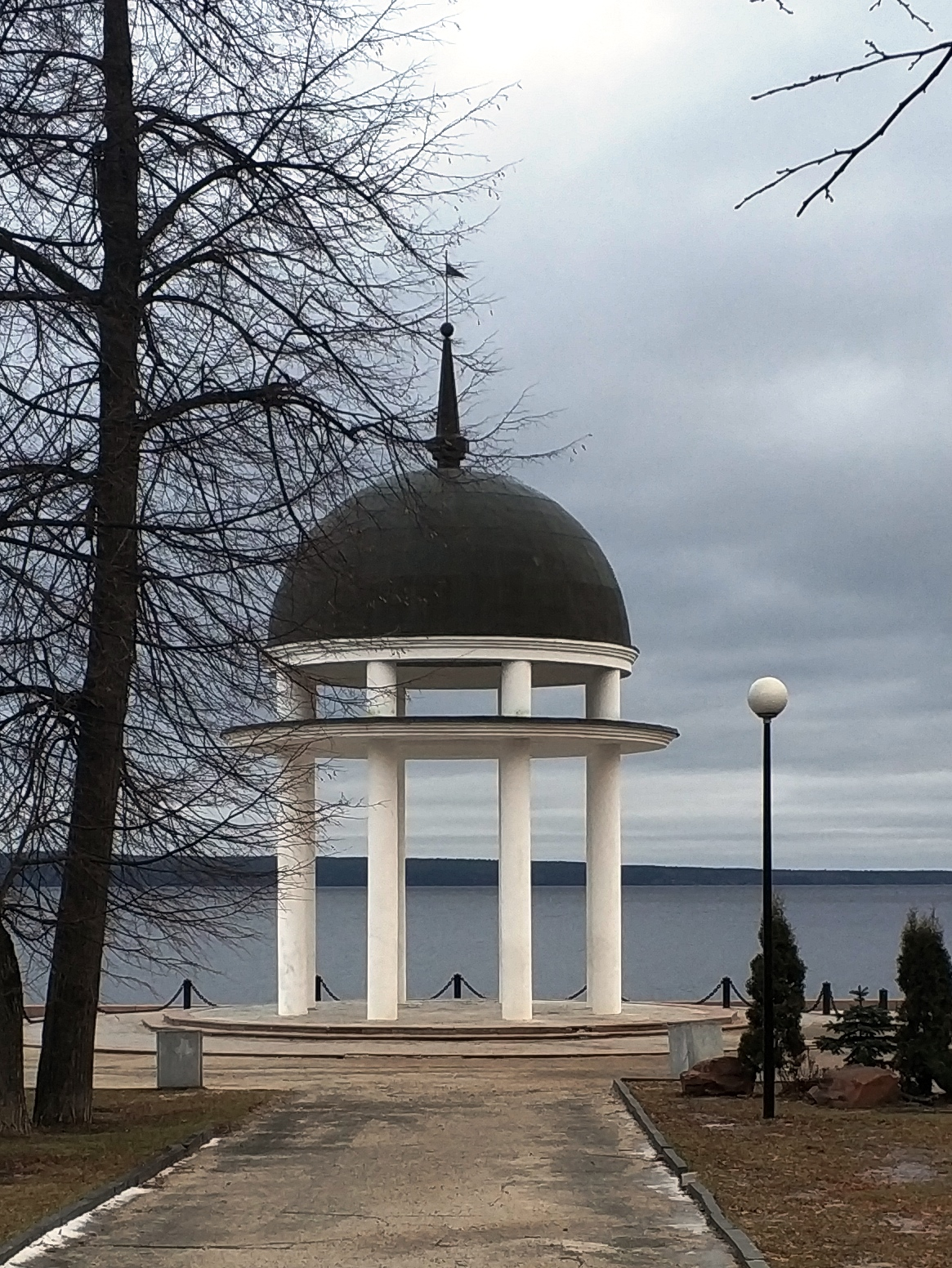
Ротонда